# إلين مورغان
إلين مورغان (بالإنجليزية: Elaine Morgan) هي مغنية بريطانية، ولدت في 1960 في كارديف في المملكة المتحدة.

## وصلات خارجية
- الموقع الرسمي
- إلين مورغان على موقع ميوزك برينز (الإنجليزية)
- إلين مورغان على موقع ديسكوغز (الإنجليزية)